# Lee Trevino

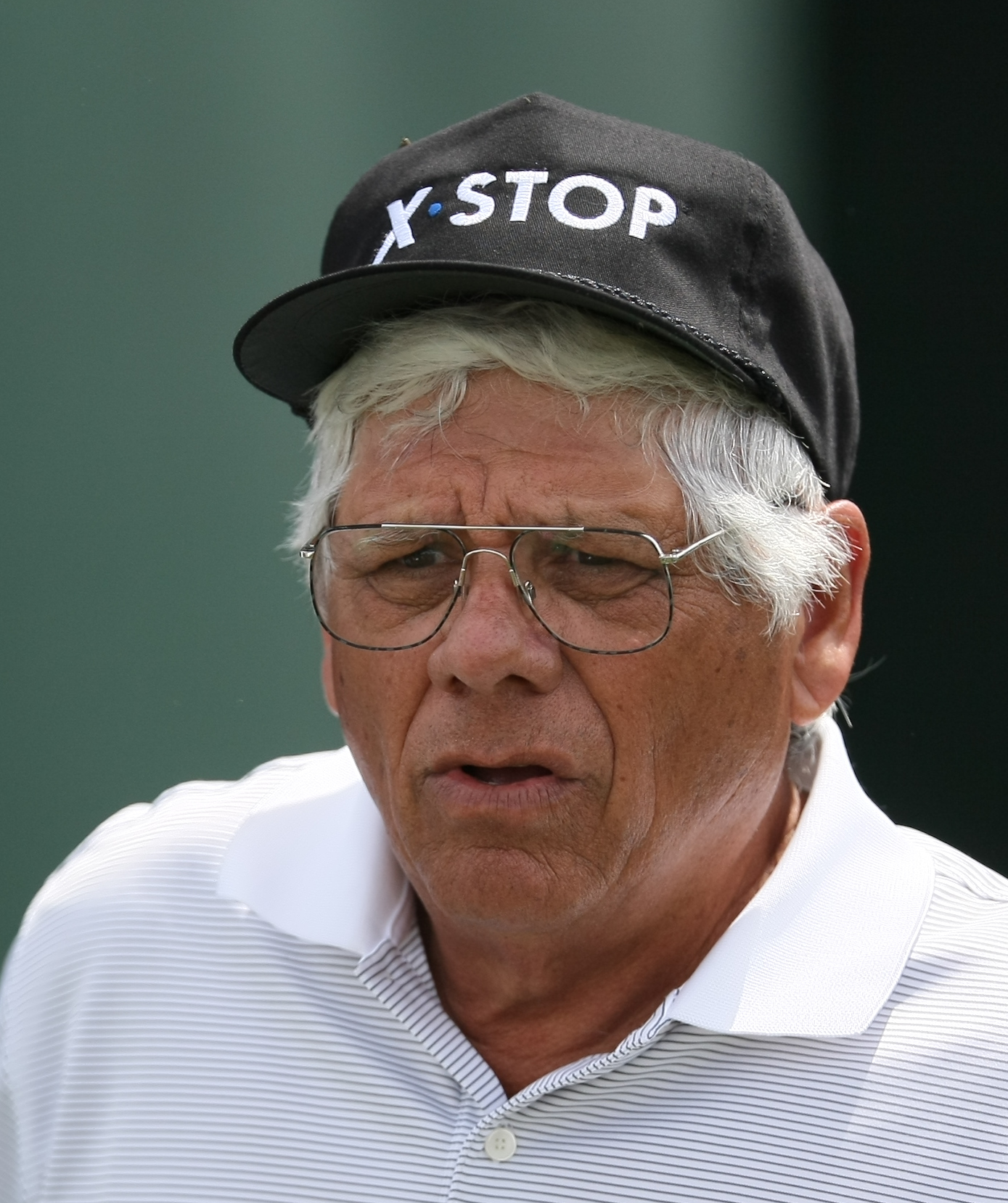
Lee Trevino

Lee Buck Trevino, född 1 december 1939 i Dallas, Texas, är en professionell amerikansk golfspelare.

## Uppväxt
Trevino upptäckte golfen när han fick några gamla golfbollar och en rostig golfklubba av sin morbror. Efter det var Trevino fast i sporten och han tillbringade det mesta av sin fritid på närliggande golfklubbar för att träna på sitt nyfunna intresse. Vid åtta års ålder började han att gå caddie och några år senare blev det en heltidssysselsättning för honom, för att tjäna pengar. Han fick sluta skolan efter åttonde klass för att jobba istället och resultatet av det blev inte så dåligt till slut. Som caddie och skoputsare tjänade han 30 dollar i veckan och dessutom fick han som caddie spela gratis på tre övningshål vid sidan av banan där han jobbade. Det var där Trevino utvecklade sitt golfspel. Under flera år, varje dag efter jobbet utvecklade han sina kunskaper genom att slå minst 300 bollar per träningstillfälle. Vid 17 års ålder tog Trevino värvning och var i marinen i fyra år. Den största delen av de sista arton månaderna inom militären tillbringade han med att spela golf med sina överordnade.

## Professionell karriär
1967 kom Trevino med på PGA-touren och 1968 på Oak Hill Country Club nådde hann ett stort mål när han vann US Open. Från den dagen fanns det ingen återvändo. Trevino vann därefter 29 gånger på PGA-touren, bland annat sex majors. Han hade sin bästa period tidigt på 1970-talet när han under en tid var Jack Nicklaus största rival. Han vann penningligan 1970, och tio segrar 1971 och 1972. Han tillhörde de bästa spelarna i ytterligare ett decennium och vann sin sista major i 1984 års PGA Championship vid 44 års ålder. När han drog sig tillbaka 1985 var han den spelare som hade tjänat tredje mest i PGA-historien.
Trevino vann också mer än 20 internationella och inofficiella proffstävlingar. I 50-årsåldern var han en av nyckelpersonerna som hjälpte till att starta PGA Senior Tour, numera Champions Tour som blev en kommersiell framgång. Precis som på PGA-touren vann han 29 tävlingar på seniortouren, bland annat fyra senior majors. Han toppade penningligan på seniortouren 1990 och 1992.
Trevino har representerat USA i Ryder Cup sex gånger och hade ett imponerande 17-7-6-vinst-förlust-delat rekord. 1971 blev han belönad med Hickok Belt som årets bäste professionelle idrottsman och han vann även tidningen Sports Illustrateds pris "Sportsman of the Year".
Under sin karriär har Trevino setts som en av de mer humoristiska och tillgängliga PGA-spelarna och han citerades ofta i media. Hans självlärda golfspel ledde till många spännande slag och skins game-segrar. Han vann Vardon Trophy fem gånger mellan 1970 och 1980.

## Övrigt
Trevino har grundat flera stipendier och erbjuder hjälp för mexikanska invandrare i USA. Med anledning av detta uttalade han sig i The New Yorker 1980. Läs citatet på svenska Wikiquote.
Trevino ägnar sig åt banarkitektur i det egna bolaget Trevino Enterprises.
Trevino besökte Sverige i samband med Svenska PGA:s 50-årsjubileum 1982. Han spelade uppvisningstävlingar på Ullna GC och Barsebäck GCC där han bland annat vann över Jan Sonnevi och Anders Forsbrand.

## Meriter

### Majorsegrar
- 1968 US Open
- 1971 US Open, The Open Championship
- 1972 The Open Championship
- 1974 PGA Championship
- 1984 PGA Championship

### Segrar på PGA-touren
- 1968 Hawaiian Open
- 1969 Tucson Open Invitational
- 1970 Tucson Open Invitational, National Airlines Open Invitational
- 1971 Tallahassee Open Invitational, Danny Thomas Memphis Classic, Canadian Open, Sahara Invitational
- 1972 Danny Thomas Memphis Classic, Greater Hartford Open Invitational, Greater St. Louis Golf Classic
- 1973 Jackie Gleason Inverrary-National Airlines Classic, Doral-Eastern Open
- 1974 Greater New Orleans Open
- 1975 Florida Citrus Open
- 1976 Colonial National Invitation
- 1977 Canadian Open
- 1978 Colonial National Invitation
- 1979 Canadian Open
- 1980 Tournament Players Championship, Danny Thomas Memphis Classic, San Antonio Texas Open
- 1981 MONY Tournament of Champions

### Segrar på Champions Tour
- 1990 Royal Caribbean Classic,  Aetna Challenge,  Vintage Chrysler Invitational,  Doug Sanders Kingwood Celebrity Classic,  NYNEX Commemorative,  U.S. Senior Open,  Transamerica Senior Golf Championship
- 1991 Aetna Challenge,  Vantage At The Dominion,  Charley Pride Classic
- 1992 Vantage At The Dominion,  The Tradition,  PGA Seniors' Championship,  Las Vegas Senior Classic,  Bell Atlantic Classic
- 1993 Cadillac NFL Golf Classic,  Nationwide Championship,  Vantage Championship
- 1994 Royal Caribbean Classic,  PGA Seniors' Championship,  PaineWebber Invitational,  Bell Atlantic Classic,  BellSouth Senior Classic at Opryland,  Northville Long Island Classic
- 1995 Northville Long Island Classic,  The Transamerica
- 1996 Emerald Coast Classic
- 1998 Southwestern Bell Dominion
- 2000 Cadillac NFL Golf Classic

Senior majors visas i fet stil.

### Övriga segrar
- 1969 World Cup (med Orville Moody)
- 1971 World Cup (med Jack Nicklaus)
- 1974 World Series of Golf
- 1975 Mexican Open
- 1977 Morocco Grand Prix
- 1978 Benson & Hedges Lancome Trophy, International Open
- 1979 Canadian PGA Championship
- 1980 Lancome Trophy
- 1981 Sun City Classic
- 1983 Canadian PGA Championship
- 1985 Dunhill British Masters
- 1987 Skins Game
- 1991 Liberty Mutual Legends of Golf (med Mike Hill)
- 1992 Mitsukoshi Classic, Liberty Mutual Legends of Golf (med Mike Hill)
- 1993 American Express Grandslam
- 1994 American Express Grandslam
- 1995 Liberty Mutual Legends of Golf (med Mike Hill)
- 1996 Liberty Mutual Legends of Golf (med Mike Hill), Australian PGA Seniors' Championship
- 2003 ConAgra Foods Champions Skins Game

## Utmärkelser
- World Golf Hall of Fame 1981